# Перехідні процеси в електричних колах

RC-ланцюг інтегрувального типу

Напруга на конденсаторі в інтегрувальному RC-ланцюзі при подачі східчастого збурення (функція Гевісайда) за нульового початкового заряду на конденсаторі

Перехідні процеси — процеси, що виникають в електричних ланцюгах за різних впливів, що переводять їх зі стаціонарного стану в новий стаціонарний стан, тобто, — при дії різного роду комутаційної апаратури, наприклад, ключів, перемикачів для увімкнення або вимкнення джерела або приймача енергії, при обривах у колі, за коротких замикань окремих ділянок кола тощо.
Наприклад, при підключенні розрядженого конденсатора {\displaystyle C} до джерела напруги Неможливо розібрати вираз (SVG (MathML можна ввімкнути через плагін браузера): Недійсна відповідь («Math extension cannot connect to Restbase.») від сервера «http://localhost:6011/uk.wikipedia.org/v1/»:): {\displaystyle U_0}
 через резистор {\displaystyle R} напруга на конденсаторі змінюється від 0 до {\displaystyle U_{0}} за законом:
{\displaystyle U_{c}(t)=U_{0}(1-e^{-t/\tau }),}
де {\displaystyle \tau =RC} — стала часу.
Фізична причина виникнення перехідних процесів у ланцюгах — наявність у них котушок індуктивності та конденсаторів, тобто індуктивних та ємнісних елементів у відповідних схемах заміщення. Пояснюється це тим, що під час комутації (процес замикання або розмикання вимикачів) у колі енергія магнітного та електричного полів цих елементів не може змінюватися стрибком. Іншими словами, конденсатор не може запастися енергією миттєво, а якби міг, то для цього знадобилося б джерело енергії нескінченної потужності.
Стандартні ідеалізовані впливи під час аналізу відгуку математичної моделі кола — це східчаста функція Гевісайда та імпульсна функція Дірака.
Математично перехідний процес у колі описується диференціальним рівнянням :
- неоднорідним (однорідним), якщо схема заміщення ланцюга містить (не містить) джерела ЕРС та струму;
- лінійним (нелінійним) для лінійного (нелінійного) ланцюга.

## Час встановлення у новий стаціонарний стан
Перехідні процеси можуть тривати від часток наносекунд до кількох років. Тривалість залежить від конкретного ланцюга. Наприклад, стала часу саморозряду конденсатора з полімерним діелектриком може досягати тисячоліття. Тривалість перебігу перехідного процесу визначає стала часу ланцюга.

## Закони (правила) комутації

### Перший закон комутації
Струм, що тече через індуктивний елемент {\displaystyle L} безпосередньо до комутації {\displaystyle i_{L}(0_{-}),} дорівнює струму, що тече під час комутації, і струму через цей індуктивний елемент безпосередньо після комутації {\displaystyle i_{L}(0_{+}),} оскільки струм у котушці миттєво змінитися не може:
{\displaystyle i_{L}(0_{-})=i_{L}(0)=i_{L}(0_{+}).}

### Другий закон комутації
Напруга на ємнісному елементі {\displaystyle C} безпосередньо до комутації {\displaystyle u_{C}(0_{-})} дорівнює напрузі під час комутації, і напрузі на ємнісному елементі безпосередньо після комутації {\displaystyle u_{C}(0_{+}),} оскільки неможливий стрибок напруги на конденсаторі:
{\displaystyle u_{C}(0_{-})=u_{C}(0)=u_{C}(0_{+}).}
При цьому струм у конденсаторі може змінюватися стрибкоподібно.

### Примітка
1. {\displaystyle t=0_{-}} — час безпосередньо до комутації;
2. {\displaystyle t=0} — час безпосередньо під час комутації;
3. {\displaystyle t=0_{+}} — час безпосередньо після комутації.

## Початкові значення величин
Початкові значення (умови) — значення струмів і напруг у схемі при {\displaystyle t=0}.
Напруги на індуктивних елементах і резистори, а також струми, що течуть через конденсатори і резистори, можуть змінюватися стрибком, тобто їхні значення після комутації {\displaystyle t=0_{+}} найчастіше виявляються не рівними їхнім значенням до комутації {\displaystyle t=0_{-}}.
Незалежні початкові значення — це значення струмів, що течуть через індуктивні елементи, і напруги на конденсаторах, відомі з докомутаційного режиму.
Залежні початкові значення — це значення інших струмів і напруг при {\displaystyle t=0_{+}} у післякомутаційній схемі, що визначаються за незалежними початковими значеннями із законів Кірхгофа.

## Методи розрахунку перехідних процесів
- Класичний метод (розв'язання диференціальних рівнянь зі сталими параметрами методами класичної математики).
- Операторний метод (перенесення розрахунку перехідного процесу з галузі функцій дійсної змінної (часу {\displaystyle t}) в галузь функцій комплексної змінної, в якій диференціальні рівняння перетворюються на алгебричні).
- Метод змінних стану (складання та розв'язання системи диференціальних рівнянь першого порядку, розв'язаної відносно похідних. Число змінних станів дорівнює числу незалежних накопичувачів енергії).